# Cloak & Dagger (serie de televisión)
Marvel's Cloak & Dagger, o simplemente Cloak & Dagger, es una serie de televisión estadounidense creada por Joe Pokaski para Freeform, basada en los personajes de Marvel Comics del mismo nombre. La serie está ambientada en el Universo cinematográfico de Marvel (UCM), compartiendo continuidad con las otras series de televisión de la franquicia y y reconociendo la continuidad de las películas de la franquicia. La serie está producida por ABC Signature Studios, Marvel Television y Wandering Rocks Productions, con Pokaski como showrunner.
La serie es protagonizada por Olivia Holt y Aubrey Joseph como Tandy Bowen / Dagger y Tyrone Johnson / Cloak, dos adolescentes que adquieren superpoderes y forman una relación. Una serie de televisión con Cloak y Dagger entró en desarrollo para ABC Family en julio de 2011. El canal, rebautizado como Freeform, ordenó la serie Cloak & Dagger en abril de 2016, y Pokaski se había unido como showrunner en agosto de ese año. Holt y Joseph fueron elegidos en enero de 2017, con Gloria Reuben, Andrea Roth, J. D. Evermore, Miles Mussenden, Carl Lundstedt, Emma Lahana y Jaime Zevallos también protagonizan la serie. El rodaje de la serie tuvo lugar en Nueva Orleans.
La primera temporada se emitió del 7 de junio al 2 de agosto de 2018 y recibió críticas positivas. Freeform renovó la serie para una segunda temporada en julio de 2018, que se estrenó el 4 de abril de 2019 y concluyó el 30 de mayo de 2019. La serie fue cancelada el 24 de octubre de 2019.

## Premisa
En Nueva Orleans, Luisiana, los adolescentes Tandy Bowen y Tyrone Johnson provienen de diferentes orígenes y han adquirido superpoderes después de un evento que cambió sus vidas y que giró en torno al colapso de la Plataforma del Golfo de Roxxon. A medida que su amistad se desarrolla, pronto se dan cuenta de que sus poderes funcionan mejor cuando están juntos y usan estos poderes para tratar de arreglar algunos de los errores en el mundo.
En la segunda temporada, Tandy y Tyrone trabajan para resolver los secuestros de mujeres dirigidos por Andre Deschaine mientras se ocupan de la mitad vigilante de Brigid O'Reilly, Mayhem.

## Elenco y personajes

### Principales
- Olivia Holt como Tandy Bowen / Dagger: 
Una adolescente y ladrón callejero que está conectado con Tyrone Johnson a través de una tragedia infantil compartida,[1] con la capacidad de emitir dagas de luz.[2] El showrunner, Joe Pokaski sintió que Bowen en la serie era "más cínica" que las representaciones anteriores, y señaló que cuando toca a las personas puede acceder a sus esperanzas y deseos, diciendo: "Hay algo emocionante en tener un personaje cínico como Tandy, que roba cosas y no cree en el bien del hombre, pero ve lo mejor en ellos cuando los toca.[3] Rachel Ryals interpreta a una joven Tandy.[4]
- Aubrey Joseph como Tyrone Johnson / Cloak: 
Un adolescente que está conectado a Tandy Bowen por una tragedia compartida durante su infancia, con la capacidad de atrapar a otros en la oscuridad y transportarlos a través de la dimensión «Darkforce».[2][1] Johnson tiene la capacidad de atestiguar los miedos de la gente, después de haber estado "viviendo en un mundo de miedo" desde la muerte de su hermano. Pokaski agregó: "Había algo interesante en ayudarlo a entender que en realidad todos tienen miedo".[3] Maceo Smedley III interpreta a un joven Tyrone.[4]
- Gloria Reuben como Adina Johnson: La madre de Tyrone, quien invierte mucho para asegurarse de que su hijo tenga una buena vida.[5]
- Andrea Roth como Melissa Bowen: La madre de Tandy, adicta al alcohol y a las drogas, al mismo tiempo optimista.[5]
- J. D. Evermore como James Connors: Un detective intimidante y con cicatrices del escuadrón antivicio del Departamento de Policía de Nueva Orleans con un secreto sin revelar.[5]
- Miles Mussenden como Otis Johnson: El padre de clase trabajadora de Tyrone, quien trata de mantener a su familia y también es un asociado de Wild Red Hawks.[5][6] El personaje fue nombrado originalmente como Michael.[5]
- Carl Lundstedt como Liam Walsh: El compañero en crimen y exnovio de Tandy en la primera temporada.[5][7]
- Emma Lahana como Brigid O'Reilly / Mayhem: 
Una detective de Harlem con una sensibilidad endurecida de Nueva York que cree que nadie está por encima de la ley, incluidos otros policías.[8] En la segunda temporada, Lahana también interpreta a Mayhem, la siniestra mitad vigilante de O'Reilly. Pokaski quería evitar el típico tipo de historia del "Dr. Jekyll y el Sr. Hyde", y encontró más interesante que las personalidades fueran entidades separadas que persiguieran objetivos diferentes.[9]
- Jaime Zevallos como Francis Delgado: Un consejero escolar y sacerdote que busca constantemente la redención y cuestiona la vida que ha elegido.[8]

### Recurrentes

#### Introducidos en la temporada 1
- Wayne Péré como Peter Scarborough: El director ejecutivo de Gestión de Riesgos de Roxxon, responsable de confiscar el trabajo de Nathan Bowen tras su muerte.[10] Al final, queda en estado catatónico por Tandy.
- Noëlle Renée Bercy como Evita Fusilier: Una amiga e interés romántico de Tyrone. Bercy, que es de Nueva Orleans, estaba familiarizada con la cultura vudú de la ciudad y pudo hablar con la gente sobre ella por su parte.[7] Descubre que Tyrone tiene una conexión con Tandy al llamar "Emparejamiento Divino", en ayudar a evitar una catástrofe y les informó a Johnson y Bowen sobre su destino.
- Dalon J. Holland como Duane Porter: Un amigo de Billy Johnson y conocido de Tyrone. El también traficaba drogas en secreto con Connors y finalmente fue asesinado por la detective O'Reilly cuando intentaba asesinarla por orden de Connors.[10]
- Andy Dylan como Nathan Bowen: El padre de Tandy y ex empleado en Roxxon Gulf, que murió en un accidente automovilístico la noche en que colapsó la plataforma de Roxxon Gulf.[11]
- Marqus Clae como Billy Johnson: El hermano mayor de Tyrone que es asesinado a tiros por Connors la noche en que se derrumbó la plataforma del Golfo de Roxxon.[12] Carsyn Taylor interpreta a un joven Billy.[13]
- Lane Miller como Kenneth Fuchs: Un oficial de policía de Nueva Orleans y el interés amoroso de O'Reilly. El fue brutalmente asesinado por Connors.[10]
- Gralen Banks como Choo Choo Broussard: Un miembro de la tribu Wild Red Hawk Mardi Gras y amigo de Otis Johnson.
- Angela Davis como Chantelle: La tía de Evita que es una sacerdotisa vudú y un experto en cada "Emparejamiento Divino" en la historia de Nueva Orleans.[14]
- Ally Maki como Mina Hess: Una ingeniera ambiental de Roxxon Gulf que se hace amiga de Tandy.[15] Hannah Hardin interpreta a una Mina más joven.[16]
- Tim Kang como Ivan Hess: El padre de Mina que trabajó con Nathan Bowen en Roxxon Gulf.[17]

#### Introducido en la temporada 2
- Dilshad Vadsaria como Avandalia "Lia" Dewan: Una ex estudiante de medicina en apuros que lidera el grupo de apoyo al que asisten Tandy y Melissa,[18] y parte de una red de tráfico sexual en Nueva Orleans que utiliza el Viking Motel como fachada.[19]
- Brooklyn McLinn como Andre Deschaine / D'Spayre: Un ex músico de jazz que se convierte en líder comunitario por razones médicas,[18] con manipulación de emociones y habilidades para alimentar la desesperación y el líder de una red de tráfico sexual en Nueva Orleans donde utilizan el Viking Motel como fachada.[20]
- Cecilia Leal como Mikayla Bell: Una mujer tímida e insegura que está superando el abuso y se une a un grupo de apoyo con Tandy y Melissa.[18]
- Joshua J. Williams como Solomon: Un miembro joven y comprensivo de Uptown Block Kings.

### Invitados

#### Introducidos en la temporada 1
- Tim Bell como Bradford: Un oficial de policía y ex socio del detective Connors. Más tarde es asesinado por Mayhem.
- Mike Donovan como Rick Cotton: Un soltero rico a quien Tandy roba.[12]
- Gary Weeks como Greg Pressfield: El novio de Melissa y abogado que investiga el caso relacionado con el trabajo de Nathan Bowen en Roxxon. Más tarde es asesinado por Ashlie.[21]
- Dalton E. Gray como Benny: Uno de los compañeros de baloncesto de Tyrone.
- Luray Cooper como "Gran Jefe" Roland Duplantier: El líder de una Tribu Mardi Gras llamada Wild Red Hawks y amigo de Otis Johnson.
- Vanessa Motta como Ashlie: Una asesina profesional disfrazada de repartidora de agua, contratada por Scarborough.
- Andrea Frankle como Duchamp: El jefe de policía del Departamento de Policía de Nueva Orleans.

#### Introducidos en la temporada 2
- T.C. Matherne como Jeremy: El novio abusivo de Mikayla
- John Fertitta como el senador Asa Henderson: El tío de James Connors. Más tarde es arrestado cuando se expone su encubrimiento de Billy.
- Theodus Crane como Bo: Un matón que es leal a Lia y ayuda a vigilar a las mujeres secuestradas en el Motel Viking
- Bianca Santos como Del: Una niña abandonada esclavizada en el Motel Viking
- Justin Sams como Barón Samedi: Un loa y propietario de la sala de juegos en la dimensión «Darkforce» que se aferró al alma de la Capa. Liberó el alma de Capa cuando Evita tuvo una boda loa con él.

Maceo Smedley III, Lane Miller y Devyn A. Tyler, quienes anteriormente interpretaron al joven Tyrone, Fuchs y el instructor de ballet de Tandy en «Restless Energy», retratan tres variaciones diferentes de Papa Legba.

## Episodios
| Temporada | Temporada | Episodios | Episodios | Emisión original   | Emisión original    |
| Temporada | Temporada | Episodios | Episodios | Primera emisión    | Última emisión      |
| --------- | --------- | --------- | --------- | ------------------ | ------------------- |
|           | 1         | 10        | 10        | 7 de junio de 2018 | 2 de agosto de 2018 |
|           | 2         | 10        | 10        | 4 de abril de 2019 | 30 de mayo de 2019  |

## Producción

### Desarrollo
En la Convención Internacional de Cómics de San Diego de 2011, el director de Marvel Television, Jeph Loeb anunció que la serie Cloak & Dagger estaba en desarrollo en ABC Family. La serie, que se desarrollaría después del Huracán Katrina de Nueva Orleans, seguiría a Cloak y Dagger mientras los dos "se encuentran y se dan cuenta de que sus poderes complementan y complican sus vidas." Para esta época, Loeb tuvo una reunión con ABC Family, quienes recomendaron a Joe Pokaski a Loeb como escritor potencial para trabajar con Marvel Television, basado en un guion de otra serie que el canal había recibido recientemente de Pokaski. Loeb se acercó a Pokaski para trabajar con Marvel, quien estaba interesado en escribir Cloak y Dagger ya que "hay algo que se sentía muy bien en ellos para el formato de televisión", y escribió el guion. Pokaski se sintió atraído por Cloak y Dagger como serie de televisión, porque el dúo son las únicas personas que entienden las situaciones del otro, en comparación con otras series de televisión para adolescentes sobre la mayoría de edad como Buffy the Vampire Slayer o Smallville donde los personajes principales no tienen a nadie que pueda identificarse con ellos.
En abril de 2016, la serie recibió un pedido directo por Freeform, el nuevo nombre de ABC Family, de ABC Signature Studios y Marvel Televisión. En agosto de 2016, Pokaski se había inscrito en la serie como showrunner y productor ejecutivo. Pokaski señaló que su guion había "estado en un cajón durante cinco años", antes de que la ejecutiva de Freeform, Karey Burke lo encontrara y "se arriesgara". Loeb, Jim Chory,  Alan Fine, Stan Lee, Joe Quesada y Karim Zreik también sirven como productoras ejecutivas, mientras que Jenny Klein produce la serie. El 20 de julio de 2018, Freeform renovó la serie para una segunda temporada de 10 episodios, que se estrenó el 4 de abril de 2019. La serie fue cancelada el 24 de octubre de 2019.

### Guion
Al anunciar la serie, Freeform la llamó su "primera incursión en el Universo cinematográfico de Marvel", y la describió como una "historia de amor de superhéroes", una premisa que Variety llamó "una encaja perfectamente con Freeform" dado el público objetivo del canal, los «Becomers» (el grupo demográfico de entre 14 y 34 años). Al abordar este tema, Loeb dijo: "Es una historia de amor que tiene personajes que tradicionalmente siempre han estado en ese grupo de edad. No es como si hubiéramos tomado algo y lo hayamos convertido en una ficción para adultos jóvenes. Se dirige a una audiencia juvenil y es una propiedad juvenil. ¿Hacer Punisher en Freeform? No creo que eso se conecte de la misma manera." Pokaski estaba satisfecho con la diversidad de los escritores de la primera temporada, con una mayoría de escritores negros y muchas escritoras. Dijo: "Todo comienza con la representación... Nos aseguramos de que nuestra sala de escritores esté llena con la mayor cantidad posible de personas que no se parecen a mí. Tenemos escritores realmente buenos que nos permiten un espacio lo suficientemente amplio como para tener conversaciones reales y encontrar la verdad a través de nuestras experiencias... Es de lo que la gente habla mucho, pero tratamos de ejecutarlo".
La mayoría de los escritores de la primera temporada regresaron para la segunda. La segunda temporada exploraría los temas de los derechos y problemas de las mujeres a través de Mina Hess, mientras "continuaría impulsando la conversación sobre la raza en Estados Unidos".
Pokaski habló sobre las diferencias entre la historia del origen de Cloak y Dagger y los cómics y dijo: "Creo que las historias [del cómic] originales eran fantásticas, pero por el momento, aunque eran un poco progresistas, eran un poco sexistas y racistas una vez que te metías en ellas, por ahora. Lo que intentamos hacer fue deconstruirlas y hacerlo sobre Tandy y Tyrone, entender quiénes eran". Dado que los cómics originales "están un poco anticuados", Pokaski y los escritores pudieron hacer los ajustes correspondientes, ya que Cloak y Dagger no tienen una mitología de cómics establecida, asegurándose de que "estábamos contando la historia correcta por ahora". También sintió la idea de Loeb de tener que el dúo viviera en Nueva Orleans, a diferencia de la ciudad de Nueva York como en los cómics, fue una "gran idea". Dado que Marvel también estaba desarrollando The Defenders al mismo tiempo, mudarse al escenario de Nueva Orleans "surgió bastante temprano", ya que Pokaski sintió que la ciudad de Nueva York del Universo cinematográfico de Marvel tenía suficientes superhéroes. Al buscar ubicaciones alternativas y considerar lugares con incentivos fiscales para filmar, Nueva Orleans "se sintió muy bien para Tandy y Tyrone. Se sentía gótico, un poco oscuro, se sentía como un lugar de luces y sombras. Cuanto más aprendimos sobre la ciudad y su historia y sobre voudon o los indios de Mardi Gras, parecía que era el único lugar para que Tandy y Tyrone comenzaran."
Pokaski no quería apresurar la relación romántica entre el dúo en la primera temporada y esperaba que la serie durara lo suficiente como para permitir "un camino interesante hacia su relación". Pokaski tenía la intención de crear 100 episodios para la serie y tenía "un plan definitivo para cinco temporadas".

### Casting

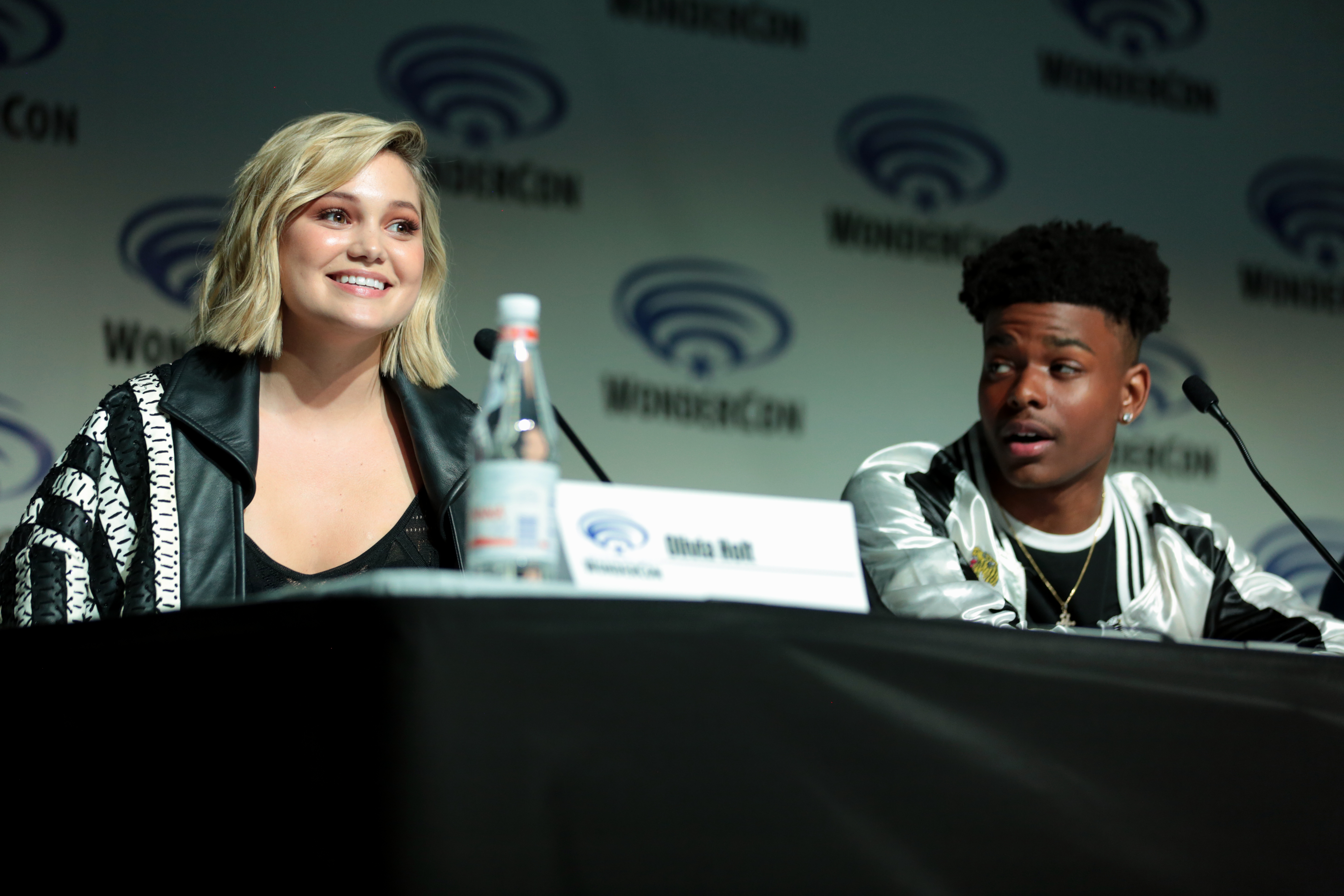
Olivia Holt y Aubrey Joseph en WonderCon 2018 promoviendo Cloak & Dagger

En enero de 2017, se anunció que Olivia Holt y Aubrey Joseph fueron elegidos como Tandy Bowen / Dagger y Tyrone Johnson / Cloak, respectivamente. Gina Prince-Bythewood, directora del primer episodio, dijo que el proceso de casting fue "realmente muy duro [...] pasaron tres días antes de que debíamos partir [para comenzar la filmación] y no encontramos [actores para Tandy y Tyrone]. La gente comenzó a estar dispuesta a asentarse y las personas que estaban en la mesa eran 27, 28. Se sentían mayores y no se consideraban adecuados para la serie. Luego, Aubrey y Olivia entraron por la puerta, y tenían grandes habilidades individualmente".
El siguiente mes, Andrea Roth fue elegida como Melissa Bowen, la madre de Tandy; Gloria Reuben y Miles Mussenden como los padres de Tyrone, Adina y Otis Johnson; y Carl Lundstedt y J. D. Evermore como Liam Walsh y Connors, respectivamente. Emma Lahana y Jaime Zevallos interpretan a Brigid O'Reilly y Francis Delgado.

### Rodaje
El rodaje de la serie tuvo lugar en Nueva Orleans, con la primera temporada con el título provisional, Shadows. Tami Reiker sirvió como directora de fotografía del primer episodio. Debido a otros compromisos, no planeaba continuar con la serie y, junto con Prince-Bythewood, recomendó a Cliff Charles para reemplazarla, quien se desempeñó como director de fotografía en los episodios restantes de la primera temporada. La primera temporada presenta muchas tomas de cámara portátil que establecieron la "apariencia" de la serie, en parte porque Pokaski "no quería esperar a que un «dolly» fuera colocado".

### Música
Mark Isham anunció en mayo de 2017 que compondría la música para la serie. Varias canciones se presentan a lo largo de la primera temporada, algunas de las cuales fueron recopiladas y lanzadas en un álbum de banda de sonido digital el 8 de junio de 2018, por Marvel Music y Hollywood Records. Un álbum con la partitura de Isham fue lanzado digitalmente el 6 de julio.

### Conexiones al Universo cinematográfico de Marvel
La ejecutiva de Freeform, Karey Burke dijo en abril de 2017 que la serie "no está particularmente conectada" con New Warriors, que estaba programado para emitirse en Freeform en ese momento, dado que "sus tonos son muy diferentes", y agregó, "Hay muchos grados de separación con el lugar donde caen en el universo de Marvel. Pero todo es posible con Marvel". En julio, Loeb dijo que no había planes para cruzarse, ni para cruzarse a través de cadenas con la serie con tema similar, Marvel's Runaways en Hulu. Añadió que Marvel quería que la serie encontrara su lugar antes de conectarse con otros elementos del Universo cinematográfico de Marvel, diciendo: «Verás cosas que comentan entre sí; tratamos de tocar la base donde podamos... las cosas que suceden en Los Ángeles. [donde Runaways se establece] no van a afectar exactamente a lo que sucede en Nueva Orleans... Es estar consciente de ello y tratar de encontrar una manera para que se pueda debatir de una manera que tenga sentido».
Antes del estreno de la serie, teniendo en cuenta los eventos más grandes del UCM en ese momento, Pokaski dijo que "no se le permitió hablar de eso" de cómo la serie se conectaría con los eventos de Avengers: Infinity War, pero declaró: "Hemos tenido algunas conversaciones emocionantes sobre cómo podríamos ingeniosamente cruzar Tandy y Tyrone [a otras propiedades de Marvel]. La belleza de estos dos es que pueden aparecer en cualquier lugar [y tiene sentido]". Después del final de la primera temporada, Pokaski se expandió, diciendo que le encantaría que Tandy y Tyrone aparezcan en las películas de UCM "como personajes de utilidad de la misma manera en que están en los cómics", pero reconoció que "hay muchos obstáculos legales y barreras corporativas para hacer eso". En cuanto a un crossover con Runaways, Pokaski señaló que "con suerte, hay algo de karma que podemos cumplir allí", ya que en los cómics el dúo aparece tempranamente en la serie de cómics de Runaways.
Roxxon Gulf, una división de la compañía Roxxon Corporation que ha aparecido en todo el MCU, se ve en la primera temporada. La dimensión «Darkforce» que alimenta los poderes de Cloak se estableció previamente en Agents of S.H.I.E.L.D. y Agent Carter. Pokaski declaró que "Hay al menos una docena de «easter eggs» en la primera temporada que Marvel aprobó, y algunos más que colé allí." O'Reilly habla sobre su trabajo anterior en Harlem y su amiga Misty Knight en la serie, mientras que sus antiguos colegas de Nueva York mencionan su traslado a Nueva Orleans en la segunda temporada de Luke Cage. Loeb señaló que las referencias a Luke Cage "no fueron por error", con el potencial de que se hayan convertido en algo más, como tener a Simone Missick, quien interpreta a Misty Knight, apareciendo en la serie. Tony Stark y Danny Rand también se mencionan en la serie. Un artículo periodístico sobre Luke Cage, escrito por Karen Page, incluida una imagen del personaje principal interpretado por Mike Colter, aparece de manera destacada en la segunda temporada.
En agosto de 2019, se anunció que Holt y Joseph aparecerían en la tercera temporada de Runaways.

## Estreno

### Emisión
Cloak & Dagger se emitió en los Estados Unidos en Freeform y en ABC Spark en Canadá, mientras que Amazon Video transmite la serie en el Reino Unido y en otros países europeos.

### Medios domésticos
| Temporada | Temporada | Episodios | Emisión original   | Emisión original    | Fechas de lanzamiento de DVD y Blu-ray | Fechas de lanzamiento de DVD y Blu-ray | Fechas de lanzamiento de DVD y Blu-ray |
| Temporada | Temporada | Episodios | Primera emisión    | Última emisión      | Región 1                               | Región 2                               | Región 4                               |
| --------- | --------- | --------- | ------------------ | ------------------- | -------------------------------------- | -------------------------------------- | -------------------------------------- |
|           | 1         | 10        | 7 de junio de 2018 | 2 de agosto de 2018 | —                                      | —                                      | —                                      |
|           | 2         | 10        | 4 de abril de 2019 | 30 de mayo de 2019  | —                                      | —                                      | —                                      |

## Recepción

### Audiencia
| Temporada | Tiempo Este (EST) | Episodios         | Comienzo           | Comienzo             | Final               | Final                | Temporada en televisión | Audiencia (millones) | Rating/Audiencia (18–49) |
| Temporada | Tiempo Este (EST) | Episodios         | Fecha              | Audiencia (millones) | Fecha               | Audiencia (millones) | Temporada en televisión | Audiencia (millones) | Rating/Audiencia (18–49) |
| --------- | ----------------- | ----------------- | ------------------ | -------------------- | ------------------- | -------------------- | ----------------------- | -------------------- | ------------------------ |
| 1         | 10                | Jueves 8:00 p. m. | 7 de junio de 2018 | 0.919                | 2 de agosto de 2018 | 0.423                | 2017–18                 | 0.572                | 0.20                     |
| 2         | 10                | Jueves 8:00 p. m. | 4 de abril de 2019 | 0.477                | 30 de mayo de 2019  | 0.346                | 2018–19                 | 0.355                | 0.12                     |

Luego de tres días, el primer episodio, «First Light», tuvo 1,64 millones de televidentes totales, lo que representó un aumento del 78 % con respecto a sus espectadores iniciales, la mayor elevación de tres días para cualquier debut en Freeform. También fue el mejor estreno de una serie en Freeform en dos años y el drama más visto de Freeform desde «Till Death Do Us Part», el episodio final de la serie, Pretty Little Liars, estrenado en junio de 2017. «First Light» también tuvo el mayor debut digital jamás visto en la cadena, con 716 000 vistas. El estreno atrajo 7.3 millones de vistas en plataformas lineales y digitales y fue la serie con guion más social del jueves con 112 000 compromisos en Twitter, Instagram, Facebook y Tumblr.

### Respuesta crítica
| Temporada | Temporada | Rotten Tomatoes  | Metacritic      |
| --------- | --------- | ---------------- | --------------- |
|           | 1         | 89% (54 reseñas) | 68 (15 reseñas) |
|           | 2         | 86% (7 reseñas)  | —               |

El sitio web del agregador de reseñas, Rotten Tomatoes informó un índice de aprobación del 89% basado en 54 reseñas, con una calificación promedio de 7,5/10. El consenso crítico del sitio web dice: "Cloak & Dagger combina drama jabonoso con valor de superhéroe para crear una adición emocionante y sorprendentemente reflexiva al género, incluso si cae presa de una cierta cantidad de exageración narrativa". Metacritic, que utiliza un promedio ponderado, asignó una puntuación de 68 sobre 100 basándose en reseñas de 15 críticos, lo que indica "críticas generalmente favorables".
La segunda temporada tiene un índice de aprobación del 86 % en Rotten Tomatoes, según 7 reseñas, con una calificación promedio de 9,1/10.

### Análisis
Tras el anuncio de la serie, Abraham Riesman de Vulture escribió que Marvel tenía una oportunidad única con la serie de contar una historia "sin necesidad de apelar a ningún tipo de de una base de fanáticos rabiosos ni honrar ninguna historia icónica", porque los personajes no tienen "ningún archienemigo famoso" ni "una novela gráfica ampliamente leída" que los fanáticos esperarían ver. Concluyó: "Cloak & Dagger podría ser algo único y potencialmente encantador: un intento de construir una nueva parte de la iconografía de superhéroes filmada (en su mayor parte) desde cero. Hay mucho que extraer en este género. Trata metafóricamente con las cargas, los riesgos y las liberaciones del poder, y tiene las libertades narrativas que ofrecen la ciencia ficción de alto concepto, la fantasía y el realismo mágico". Pokaski reveló en agosto de 2018 que envió el artículo de Riesman a Karey Burke y otros ejecutivos de la serie como estímulo para la dirección que planeaban tomar la serie y para confirmar que lo que habían publicado sobre la serie no sonaba "como si fuéramos echando humo".

### Reconocimientos
| Año  | Premiación             | Categoría                                      | Nominada/o(s)  | Resultado | Ref(s) |
| ---- | ---------------------- | ---------------------------------------------- | -------------- | --------- | ------ |
| 2018 | People's Choice Awards | La serie de ciencia ficción y fantasía de 2018 | Cloak & Dagger | Nominado  | [ 67 ] |
| 2018 | Teen Choice Awards     | Programa de televisión de verano               | Cloak & Dagger | Nominada  | [ 68 ] |
| 2018 | Teen Choice Awards     | Estrella de televisión de verano               | Olivia Holt    | Ganadora  | [ 68 ] |
| 2018 | Teen Choice Awards     | Estrella de televisión de verano               | Aubrey Joseph  | Nominado  | [ 68 ] |
| 2019 | Premios Saturn         | Mejor serie de televisión de superhéroes       | Cloak & Dagger | Nominada  | [ 69 ] |
| 2019 | Teen Choice Awards     | Actor de ciencia ficción y fantasía            | Aubrey Joseph  | Nominado  | [ 70 ] |
| 2019 | Teen Choice Awards     | Actriz de ciencia ficción y fantasía           | Olivia Holt    | Nominada  | [ 70 ] |